# Jacques Le Flaguais
Jacques Le Flaguais (Tours, 18 december 1921 - Brugge, 16 december 1986) was een Frans kunstschilder.

## Levensloop
Jacques was de tweede zoon van Auguste Le Flaguais (1896-1936) en Madeleine Marjault (1896-1987). Zijn broers waren Robert (1920-2016) en Pierre (1923-1999). De vader overleed in 1936, aan de vertraagde gevolgen van de Eerste Wereldoorlog.
In 1936 slaagde hij in het ingangsexamen aan de École des Arts Appliqués in Parijs, en met de steun van een studiebeurs, kon hij er studeren tot in 1940, hetgeen hem de technische basis verschafte voor zijn latere artistieke producties.
Na de wapenstilstand van juni 1940 werd hij, samen met zijn broer Pierre, monitor in een jeugdkamp. Hij kreeg ook een kleine rol in het spektakel Les Pipeaux, in het Parijse variététheater Alhambra. In 1942 werd hij gevorderd voor de Verplichte Arbeidsdienst en werd tewerkgesteld in de Henkelfabrieken in Rostock.
Na ziek te zijn geworden mocht hij einde 1943 naar Frankrijk terugkeren en ging als houthakker aan het werk in Saint-Gobain. Tijdens de zomer van 1944 stapte hij, met zijn broer Pierre, te voet naar Parijs en in Levallois-Perret troffen ze hun moeder aan. Hij werd in dienst genomen door een publiciteitsagentschap in het zestiende arrondissement van Parijs.
Einde 1945 namen beide broers een vroegere hobby van zang en gitaarspelen weer op en onder de naam 'Marc et Denis' namen ze deel in de Salle Pleyel aan een zangwedstrijd met liedjes in het genre van wat gezongen werd door Charles Trenet. Een Amerikaans impresario van Franse origine, die ze gehoord had, bezorgde hen een contract om vanaf juli 1947 vier maanden op te treden in het cabaret Bal Tabarin, 46th Street in New York. Het duo vervolgde met een tournee in de staat New York en in Canada. Ze ontmoetten er de Compagnons de la Chanson en Édith Piaf, die ze eind 1944 in Parijs hadden leren kennen.
Ze gingen wonen in Montreal, waar ze hun broer Robert aantroffen, die er les gaf in wijsbegeerte en in astrologie. Jacques werd eerst 'animateur' in een groot hotel en  vervolgens publiciteitstekenaar, meer bepaald ontwerper van affiches. Voor verschillende daarvan werden hem prijzen toegekend en ze zijn zo populaire gebleven (onder meer die voor luchtvaartmaatschappijen) dat ze nog steeds op het internet te koop worden aangeboden. Een van zijn tekeningen sierde The New Yorker en een kersttekening van zijn hand stond drie jaar na elkaar op de cover van het decembernummer van de Reader's Digest in 1952, 1953 en 1954. Het Weekend Magazine van Montreal publiceerde verschillende van zijn humoristische cartoons.
In 1950 trouwde hij met Patricia Curtis, de dochter van een verzekeraar uit Toronto. Ze kregen in 1952 een zoon, Marc Curtis Le Flaguais. In 1956 volgde een echtscheiding en hij keerde terug naar Frankrijk. Hij hernam zijn activiteiten als publiciteitstekenaar, ditmaal als zelfstandige, eerst in Parijs en van 1959 tot 1964 in Lyon.
In 1964 openden Jacques en Pierre het veertien kamers tellende hotel La Samarcande in Notre-Dame-de-Bellecombe bij Megève. In 1968 verkochten ze het weer en gingen in Aix-en-Provence wonen. Pierre vertrok weldra naar India, waar hem werk was aangeboden, terwijl Jacques besliste om professioneel kunstschilder te worden. Hij verhuisde naar Castillon-du-Gard, halverwege tussen Avignon en Nîmes, de kleine gemeente waar zijn vriend, de fauvistische schilder Pierre Parsus, woonde. Jacques vond zeer vlug klanten voor zijn 'naïeve' schilderijen, zowel bij tweedeverblijvers zoals onder meer Jean-Claude Decaux (van JCDecaux en Abribus) als bij oude vrienden zoals de Compagnons de la Chanson.
Een van zijn klanten, een Belg genaamd Blondiau, kocht van hem verschillende werken en moedigde hem aan om naar België te verhuizen. In 1974 werd een proeftentoonstelling georganiseerd in Dilbeek en alle tentoongestelde werken waren in een minimum van tijd verkocht.
Le Flaguais besliste in Brugge te gaan wonen en vond een woonst met atelier in de Wulfhagestraat. Hij vestigde er zich in april 1976. In 1978 exposeerde hij 35 werken in een galerie in Brussel en ze waren opnieuw snel verkocht.
In Brugge werkte de mondelinge reclame over de naïeve schilder vlug en weldra had hij een gevuld orderboek dat hem voltijds aan het werk hield. De detaillistische uitwerking van zijn schilderijen maakte dat hij er hoogstens een dozijn per jaar realiseerde. In 1984 bestelde de stad Brugge een op de stad toepasselijk doek, dat onder de naam Brugs Boeket een plaats kreeg in het Museum voor Volkskunde.
Ondertussen was hij verhuisd naar het huis De Drie Tulpen aan de Spinolarei, waar ook zijn moeder en zijn broer Pierre kwamen wonen. Hij overleed er aan de gevolgen van hart- en longproblemen.

## Voetbalspel
Begin jaren 1960 vond Jacques Le Flaguais een gezelschapsspel uit dat hij de naam Shoot gaf. Het ging om een strategisch spel tussen twee personen, die opgebouwd werd dankzij wederzijdse aanvallen.
Hij zocht tevergeefs een investeerder die voor de commercialisatie van het spel wilde zorgen.

## Publicaties
- Luc DECORTE, Te gast bij schilder Jacques Le Flaguais: Brugge is humaan, het heeft een menselijke dimensie, in: Brugge die Scone, 1983.
- Andries VAN DEN ABEELE, Jacques Le Flaguais, artiste-peintre, 1921-1986, Brugge, 1987.